# Chrysogorgia okinosensis
Chrysogorgia okinosensis is een zachte koraalsoort uit de familie Chrysogorgiidae. De koraalsoort komt uit het geslacht Chrysogorgia. Chrysogorgia okinosensis werd in 1913 voor het eerst wetenschappelijk beschreven door Kinoshita.